# Critogaster singularis
Critogaster singularis är en stekelart som beskrevs av Mayr 1885. Critogaster singularis ingår i släktet Critogaster och familjen fikonsteklar. Inga underarter finns listade i Catalogue of Life.